# GRE計算機科學測試
GRE計算機科學測試，是美國教育考試服務中心（ETS）曾經主辦的標準化測試，為GRE專項考試之一，用作申請美國等英語國家的計算機科學專業研究生課程。2013年4月舉行最後一次測試，之後停辦。

## 測試形式
GRE計算機科學測試只有紙筆考試。測試設有70條五項選擇題，時間為2小時50分。有些題目合為一組，對程序代碼片段、圖表或圖設問。

## 測試範圍
測試內容如下：
- 軟件系統與方法論 — 40%
  - 數據組織
  - 程序控制與結構
  - 編程語言與表示法
  - 軟件工程
  - 系統
- 計算機組織與架構 — 15%
  - 數字邏輯設計
  - 處理器與控制單元
  - 存儲器及其層次結構
  - 網絡與通信
  - 高性能架構
- 理論與數學基礎 — 40%
  - 算法與複雜度
  - 自動機與語言理論
  - 離散結構
- 其他主題 — 5%
  - 例如數值分析、人工智能、計算機圖形學、密碼學、安全與社會問題。

## 分數
測試首先計算一個原始分，是將答對題數減去1/4乘答錯題數（留空題目不算分），再四捨五入取整數。一個版本或會有個別題目不用作計算原始分。原始分再使用對這個測試版本設定的換算法，換算為200—990之間的分數（實際取值範圍較小），以10分為間距。不同版本的測試分數可以比較。

## 測試日期
GRE計算機科學測試每年舉行三次，在10月、11月、4月各一個週六進行。

## 停辦
2013年5月，ETS停辦GRE計算機科學測試。ETS解釋道，過去數年考生人數下降顯著，總數不足以讓ETS再用心理統計學方法支持測試。儘管此專項測試停辦，其分數在考生進行測試之後5年仍然可以使用。